# Мироновы
Миро́новы — несколько дворянских родов. 
От бунчукового товарища Семёна Германовича Миронова, внесённого во II часть дворянской родословной книги Черниговской губернии и пользующегося гербом Несобе.
Премьер майор Осип Миронов, в службу вступил солдатом в 1758 году, из боярских детей, пожалован 20 октября 1780 года императрицей Екатериною II в дворянское Российской империи достоинство. 

## Происхождение и история рода
С.Г. Миронов выводил свой род из Моравии. 21.08.1833 года тамбовский гражданский губернатор, действительный статский советник Иван Семёнович Миронов внесён в III часть Дворянской Родословной Книги Рязанской губернии. 19.12.1874 года сын штабс-капитана Евдокима Дмитриевича Миронова, Павел Евдокимович, внесён во II часть ДРК Рязанской губернии.

## Описание герба
Щит, пересечённый красным и золотым, на котором серебряная стрела с чёрным орлиным хвостом на конце; в нашлемнике — три страусовых пера. Герб этот из Моравии.
Герб Осипа Миронова: в красном поле щита видны три зажжённые гранаты. Щит увенчан дворянским шлемом. Намёт: красный с золотом.

## Известные представители
1-я ветвь
Первое колено.

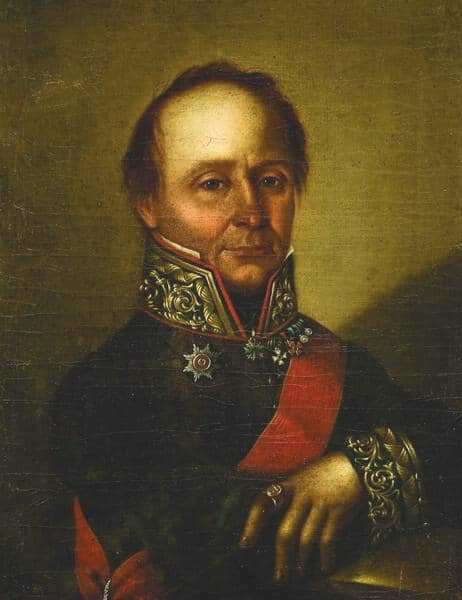
Портрет Ивана Семёновича Миронова работы неизвестного художника, около 1830 г.

Семён Германович Миронов. Бунчуковый товарищ (1798). 22.12.1784 внесен во II ч. ДРК Черниговской губернии.
Второе колено .
Иван Семёнович Миронов (1774 — 16(или 23).10.1853) действительный статский советник, Тамбовский гражданский губернатор, Георгиевский кавалер. 
2-я ветвь
Первое колено.
Евдоким Дмитриевич Миронов. Родился около 1776, г. Глухов Черниговской губернии. Умер 20.06.1821. Штабс-капитан. В службу вступил солдатом в Таврический Гренадерский полк 1.01.1791; произведен: в младшие унтер-офицеры 24.04.1795, в старшие унтер-офицеры 29.06.1799, в подпоручики 23.10.1807 с переводом в Елецкий пехотный полк, в поручики 19.04.1812, в штабс-капитаны 15.02.1816; переведен: в Смоленский гарнизонный батальон 17.01.1817, в Ревельский гарнизонный батальон 26.11.1817, в Аренсбургский гарнизонный батальон 21.06.1818. Был в походах: в 1791 в Молдавии; в 1799 в десантном корпусе в Голландии, в сражении под г. Бергенброк; с 11.11.1805 по 14.03.1806 в Австрии; с 30.10.1806 в Пруссии; 19 декабря — в сражении под д. Гольшино, 26 и 27.01.1807 — под Прейсиш-Эйлау, 24 мая — под Вольфгольфом, 25 мая — под Геленгеном, 29 мая — под Гейльсбергом, 2 июня — под Фридландом; 24 и 26.08.1812 — под Бородино; 6 сентября — под Тарутино; 22 октября в сражении под Вязьмой получил сильную контузию в грудь. Жена: Дарья Карловна (Р. 1786).

### Дворяне XIX века с этой фамилией
- МИРОНОВ Александр Алексеевич (?-?) — действительный статский советник, губернский предводитель дворянства Костромской губернии (26.02.1854-23.12.1865).
- МИРОНОВ Алексей Григорьевич (1892—1964) — книгоиздатель, букинист, историк книги, собиратель материалов о московской книжной торговле XIX — нач. XX в.
- МИРОНОВ Алексей Максимович (1866—1921) — искусствовед, окончил курс в Харьковском университете, профессор по кафедре истории и теории искусств Казанского университета. Его труды: «Картины загробной жизни в греческой живописи на вазах» (Москва, 1895); «А. Дюрер» (Москва, 1901); «Изображения богини Победы в греческой пластике» (Казань, 1911).
- МИРОНОВ Афанасий Михайлович (1895—1971) — капитан дальнего плавания, член-учредитель Гельсингфорсского и Кронштадтского союзов моряков (1917).
- МИРОНОВ Матвей — секунд-майор. В 1755 г. был послан в Крым, чтобы по случаю вступления на престол нового хана Османа позаботиться о соблюдении «соседственной с турецкой стороной дружбы» и об отвращении «всего того, чтобы к малейшему несогласию и ссорам с турками повод подать могло». Миронов должен был вести переговоры об учреждении в Бахчисарае «ауторизованного резидента». Этого он не добился, но собрал ряд сведений о внутреннем строе Крымского ханства. Журнал его поездки напечатан в «Киевской Старине» (1885, № 2).
- МИРОНОВ Мирон Петрович (1890—1935) — журналист, издатель. Работал в петербургской газете «День», «Биржевых новостях», редактировал киевскую газету «Наш путь». В эмиграции основал еженедельный журнал «Иллюстрированная Россия» (1924—1939), в которой печатался Куприн.
- МИРОНОВ Николай Дмитриевич (1880—1936) — индолог, сотрудник Азиатского музея Академии наук, специалист по джайнизму и джайнской литературе. Составлял каталог индийских рукописей. В эмиграции в Харбине, Париже. С 1926 и до конца жизни — в Тунисе.
- Миронов, Николай Николаевич (1893—1951) — уроженец Вязьмы, сын потомственного почетного гражданина, поступивший в 1912 году на юридический факультет Императорского Московского университета. О Миронове есть упоминание в книге А. И. Цветаевой «Неисчерпаемое» (М. «Отечество». 1992), в главе-новелле «Детские французские песенки» — о том, как «Леля Миронова 4-х лет и Коля, брат, на полтора года младше» в раннем детстве пленялись ритмом музыки-поэзии… Там же говорится о цыганском происхождении детей по отцу: «Их бабушку, цыганку, певицу, выкрал их дед — цыгане тогда жили в Грузинах — и женился на ней». С материнской стороны у Миронова была и немецкая кровь. Н. Н. Миронов стал самой большой страстью всей жизни А. И. Цветаевой. Она в мистической новелле «Непонятная история о венецианском доже и художнике Иване Булатове» («Неисчерпаемое», стр. 168—175) рассказывает, как в тридцать девять лет возобновила игру на рояле и даже начала брать уроки. Анастасия Ивановна говорила, что причиной этому была трагическая необходимость «потопить» в звуках вспыхнувшее вновь, как в юности, чувство. Тогда, уже через много лет, Миронов вновь появился в Москве, приехав из Владивостока, где имел свою шхуну (ходил на ней в Японию, шхуна называлась «Конек-горбунок»). В юности Миронов, до приезда в Москву, окончил гимназию и жил в Иркутске; отсюда строки из лагерного стихотворения А. И. Цветаевой «Есть такие города на свете…»: «То Иркутск, / Там Коля жил Миронов, / Юности моей девятый вал!».
- Миронов, Николай Романович (1839—1891) — генерал-майор, командир Ижевского оружейного завода, был добровольцем в Войсках Княжества Болгарского в должности инспектора стрелковой части в войсках в 1880-х гг. Пользовался особой любовью ижевцев из-за своих просветительских и благотворительных акций. Похоронен в Ижевске возле Троицкой церкви.
- Миронов, Пётр Иванович (1794—1870) — генерал-лейтенант, участник Кавказских походов и Крымской войны.
- МИРОНОВ Палладий Васильевич (1874—1952) — краевед, общественный деятель, работник городских муниципальных органов: Екатеринодарской думы, управы, а после установления советской власти — отделов коммунального хозяйства исполкомов, собрал коллекцию документов по истории города и области (в том числе планы и карты), которая ныне хранится в Государственном архиве Краснодарского края.
- Миронов, Пётр Гаврилович (1852—1905) — известный адвокат. Присяжный поверенный округа Петербургской судебной палаты.
- МИРОНОВ Тимофей Николаевич (2.05.1864 — ?) — офицер Корпуса флотских штурманов (КФШ), подпоручик (1.10.1885) . Произведен в подполковники по Адмиралтейству за отст. 24 июля 1913 г.. Начальник гидрографического отряда УБЕКО Каспийской флотилии.
- МИРОНОВ Фёдор Михайлович (1875-?) — Потомственный почетный гражданин. В 1894—1905 руководил семейной фирмой «Братья М. и К. Мироновы». Совладелец и директор-распорядитель товарищества Буньковской мануфактуры. Почетный мировой судья Богородска, член просветительных и благотворительных учреждений Москвы и Богородска.